# Edward Elgar
Sir Edward William Elgar, 1. Baronet (født 2. juni 1857, død 23. februar 1934) var en britisk komponist. Han skrev en del orkestermusik, hvoraf de to symfonier, Cellokoncerten og Enigma Variations (Enigma-variationer) er hovedværkerne, og han er bag oratoriet The Dream of Gerontius (tekst af John Henry Newman).
Elgars mest kendte værk er den noget pompøst klingende Pomp and Circumstance nr. 1 med Land of Hope and Glory.
Elgar efterlod sig en 3. ufuldendt symfoni, som nu er færdigskrevet og indspillet.

## Biografi
I 1869 komponerer 12-årige Elgar sit første musikstykke.
I 1872 begynder han at arbejde på et advokatkontor.
Hans Salut d'amour fra 1888 var en forlovelsesgave til officerdatteren Caroline Alice Roberts. De første udgaver var for violin og klaver, klaversolo, cello og klaver og lille orkester. Det meget populære salonstykke findes i dag i utallige arrangementer, herunder også med en sangtekst af A. C. Bunten Woo thou, Sweet Music. I 1889 gifter han sig med Caroline Alice Roberts, og i 1890 komponerer Elgar sit første vigtige værk, Froissant.
I 1899 er der uropførelse af Enigma-variationerne.
I 1902 komponerer Elgar musikken til Edvard VII's kroning, og i 1904 afholdes den første Elgar-festival i London. Elgar bliver ved denne lejlighed adlet.
Elgar besøger USA i 1905 og bliver æresdoktor ved Yale-universitetet.
I 1912 skrev han musikken til maskespillet The Crown of India i anledning af det britiske regentpar kong Georg 5. og dronning Marys kroning i Delhi til kejser og kejserinde af Indien.
Hustruen dør i 1920, hvorefter Elgar bliver dybt deprimeret, og hans produktive periode er ovre.
Elgar selv dør 23. februar 1934 i sit hjem ved Worcester.

## Udvalgt værkfortegnelse
- 1888: Salut d´amour
- 1890: Ouverturen Froissart
- 1892: Serenade for strygere
- 1899: Enigma-variationer, Sea Picures
- 1899: Nimrod
- 1900: Oratoriet The dream of Gerontius
- 1901: Cockaigne, Pomp and Circumstance March no 1 (Land of Hope and Glory)
- 1904: Ouverture "In the South"
- 1905: "Introduction and allegro for strings"
- 1908: Symfoni nr. 1 - for orkester
- 1910: Violinkoncert
- 1911: Symfoni nr. 2 - for orkester
- 1913: Symfonisk studie Falstaff
- 1918: Strygekvartet
- 1919: Cellokoncert; Klaverkvintet
- 1933/1998: Symfoni nr. 3 (færdiggjort af Anthony Payne) - for orkester